# Matthias Moder

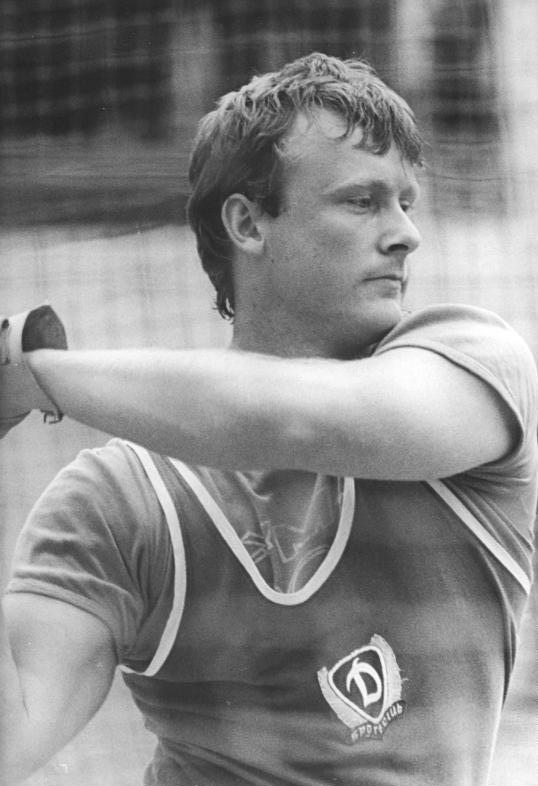
Matthias Moder wirft am 11. Juni 1985 mit 80,92 m neuen DDR-Rekord

Matthias Moder (* 17. Juni 1963 in Torgau) ist ein ehemaliger Leichtathlet, der 1985 Meister der Deutschen Demokratischen Republik im Hammerwurf wurde.
Matthias Moder belegte 1981 bei den DDR-Meisterschaften den dritten Platz hinter Roland Steuk und Tobias Stopat. In den Jahren 1982 bis 1984 rangierte er bei den Meisterschaften auf den Plätzen vier bis fünf. Am 11. Juni 1985 übertraf Moder in Halle erstmals die 80-Meter-Marke und verbesserte den DDR-Rekord von Detlef Gerstenberg. Insgesamt gelang ihm 1985 in fünf Wettkämpfen eine Weite von jenseits der 80 Meter, am 3. August wurde er mit 80,68 m in Dresden Zweiter hinter Gunther Rodehau, der ihn mit 82,74 m als DDR-Rekordler ablöste. Am 9. August warf er in Leipzig 80,04 m und gewann damit seine einzige DDR-Meisterschaft, auf den Plätzen lagen Gunther Rodehau und Ralf Haber. Beim Leichtathletik-Europacup belegte Moder mit 77,88 m den dritten Platz.
Bei den Europameisterschaften 1986 in Stuttgart sortierte sich das Feld in drei Klassen ein. Auf den ersten drei Plätzen lagen die Vertreter der Sowjetunion mit Weiten von 82 Meter und mehr, auf den Plätzen vier bis neun rangierten mit Weiten zwischen 79,84 m und 75,36 m die Werfer aus den beiden deutschen Staaten und dahinter lagen die Vertreter der anderen Länder. Jurij Sedych gewann mit Weltrekord von 86,74 m einen Meter vor Sergei Litwinow und Igor Nikulin warf genau 82 Meter. Moder belegte mit 78,70 m bei seinen einzigen großen internationalen Meisterschaften den siebten Platz, vier Zentimeter hinter Ralf Haber.
Matthias Moder startete für den SC Dynamo Berlin. Der gelernte Kfz-Schlosser hatte bei einer Körpergröße von 1,84 m ein Wettkampfgewicht von 110 kg.